# جيم بيرس
جيم بيرس (بالإنجليزية: Jim Pearce)‏ (1 يناير 2000 في المملكة المتحدة - ) هو مدرب كرة قدم ولاعب كرة قدم بريطاني في مركز الدفاع. لعب مع كارديف سيتي ونادي بريستول سيتي ونادي روتشديل.